# Juillet 1949
Cette page présente les faits marquants du mois de juillet 1949.

## Évènements
- Devant l’imminence de la prise du pouvoir par les communistes en Chine, le gouvernement tibétain expulse tous les Chinois, y compris les commerçants. Le nouveau gouvernement chinois considère que le Tibet fait partie intégrante de la Chine et la radio chinoise déclare que le Tibet doit être libéré « du joug impérialiste britannique ».
- Statut spécial pour les Juifs en République populaire roumaine, prévoyant une seule communauté par ville et leur réunion en une fédération dont le Conseil rabbinique est nommé par le ministre des cultes.

- 3 juillet :
  - Mexique : le parti du gouvernement, rebaptisé Parti révolutionnaire institutionnel (PRI), remporte une large victoire aux élections législatives.
  - Grand Prix automobile de Suisse.

- 8 juillet : Antoun Saadé, chef du Parti populaire syrien (PPS) est exécuté par les autorités libanaises après des combats de rue à Beyrouth.

- 10 juillet : victoire de Juan Manuel Fangio au Grand Prix automobile d'Albi.

- 11 juillet[1] : l’Afrique du Sud incorpore le Sud-Ouest africain (Namibie) sans l’autorisation des Nations unies.

- 13 juillet : le Vatican excommunie tous les communistes.
  - Le gouvernement polonais entreprend la lutte contre l’Église catholique dont l’influence est considérable en Pologne. Les écoles et les biens de l’Église sont nationalisés. Des centaines de prêtres sont arrêtés.

- 14 juillet[2] : explosion de la première bombe atomique soviétique (information confirmée en septembre).

- 17 juillet : Grand Prix automobile de France.

- 27 juillet :
  - France : ratification du pacte Atlantique par l’Assemblée nationale.
  - Premier vol du De Havilland DH.106 Comet, premier appareil à réaction destiné au transport civil.

- 31 juillet : fin de l'incident du Yang Tsé : L'Amethyst force le blocus et s'échappe du fleuve.

## Naissances
- 1er juillet :
  - Pablo Abraira, chanteur et auteur-compositeur espagnol.
  - Venkaiah Naidu, personnalité politique indien.
- 3 juillet : Roland Magdane, humoriste, chanteur et acteur français.
- 7 juillet : 
  - Chico Freeman, saxophoniste de jazz américain.
  - Shelley Duvall, actrice américaine († 11 juillet 2024).
- 8 juillet : Bernard Benyamin, journaliste, producteur et animateur de télévision français.
- 9 juillet : Lejeune Mbella Mbella, home politique et diplomate camerounais.
- 15 juillet : Mohammed ben Rachid Al Maktoum, homme politique émirati et président des Émirats Arabes Unis depuis 2022.
- 19 juillet : Kgalema Motlanthe, personnalité politique sud-africain.
- 20 juillet : Jean-Louis Cohen, architecte français († 7 août 2023).
- 24 juillet : Yves Duteil, chanteur et auteur-compositeur-interprète français.
- 25 juillet : José Enrique Serrano, homme politique espagnol († 10 juin 2025).
- 26 juillet :
  - William M. Shepherd, astronaute américain.
  - Roger Taylor, batteur du groupe Queen.
- 28 juillet : Simon Kirke, musicien britannique, batteur de Free et Bad Company.

## Décès
- 16 juillet : Vyacheslav Ivanov, 83 ans, poète, philosophe, dramaturge et traducteur russe. (° 16 février 1866).
- 31 juillet : Magdeleine Cécile Popelin, peintre française (° 2 juin 1869).